# Lista de presidentes do Líbano
Esta é uma lista dos Presidentes (e presidentes interinos) do Líbano desde a criação do cargo em 1926. Embora não seja especificamente declarado na Constituição, uma entendimento não escrito conhecido como Pacto Nacional, acordado em 1943, resultou no titular do cargo sendo um cristão maronita em todos os ciclos eleitorais desde aquela época. Este acordo teve de ser suspenso por várias vezes, quando os primeiros-ministros tiveram que entrar atuando como presidentes: Selim Hoss em 1988, Fouad Siniora em 2007, Tammam Salam em 2014 e Najib Mikati em 2022.

## Lista de presidentes do Líbano (1926–presente)
| Retrato                                                                                   | Nome (Nascimento-Morte)                                                | Mandato                | Mandato                | Partido                                      |
| ----------------------------------------------------------------------------------------- | ---------------------------------------------------------------------- | ---------------------- | ---------------------- | -------------------------------------------- |
| Presidentes do Grande Líbano (Parte do Mandato Francês da Síria e do Líbano ) (1926–1943) |                                                                        |                        |                        |                                              |
|                                                                                           | Charles Debbas شارل دباس (1885–1935)                                   | 1 de setembro de 1926  | 2 de janeiro de 1934   | político sem partido                         |
|                                                                                           | Privat-Antoine Aubouard أنطوان أوبوار (1874–?) (Presidente Interino)   | 2 de janeiro de 1934   | 30 de janeiro de 1934  | político sem partido                         |
|                                                                                           | Habib Pacha Es-Saad حبيب باشا السعد (1867–1942)                        | 30 de janeiro de 1934  | 20 de janeiro de 1936  | político sem partido                         |
|                                                                                           | Émile Eddé إميل أده (1886–1949)                                        | 20 de janeiro de 1936  | 4 de abril de 1941     | Bloco Nacional Libanês                       |
|                                                                                           | Pierre-Georges Arlabosse بيار جورج أرلابوس (?–?) (Presidente Interino) | 4 de abril de 1941     | 9 de abril de 1941     | político sem partido                         |
|                                                                                           | Alfred Georges Naccache ألفرد جورج النقاش (1887–1978)                  | 9 de abril de 1941     | 18 de março de 1943    | Falanges Libanesas                           |
|                                                                                           | Ayoub Tabet أيوب ثابت (1884–1951) (Presidente Interino)                | 19 de março de 1943    | 21 de julho de 1943    | político sem partido                         |
|                                                                                           | Petro Trad بيترو طراد (1876–1947)                                      | 22 de julho de 1943    | 21 de setembro de 1943 | político sem partido                         |
|                                                                                           | Bechara Khoury بشارة الخوري (1890–1964)                                | 21 de setembro de 1943 | 11 de novembro de 1943 | Partido Constitucional                       |
| Presidentes da República do Líbano (1943–presente)                                        |                                                                        |                        |                        |                                              |
|                                                                                           | Bechara Khoury بشارة الخوري (1890–1964)                                | 22 de novembro de 1943 | 18 de setembro de 1952 | Partido Constitucional                       |
|                                                                                           | Fuad Chehab فؤاد شهاب (1902–1973) (1ª Mandato, Presidente Interino)    | 18 de setembro de 1952 | 22 de setembro de 1952 | político sem partido                         |
|                                                                                           | Camille Chamoun كميل شمعون (1900–1987)                                 | 23 de setembro de 1952 | 22 de setembro de 1958 | Partido Nacional Liberal                     |
|                                                                                           | Fuad Chehab فؤاد شهاب (1902–1973) (2ª Mandato)                         | 23 de setembro de 1958 | 22 de setembro de 1964 | político sem partido / Militar               |
|                                                                                           | Charles Helou شارل حلو (1913–2001)                                     | 23 de setembro de 1964 | 22 de setembro de 1970 | Chehabista, Falanges Libanesas               |
|                                                                                           | Suleiman Frangieh سليمان فرنجية (1910–1992)                            | 23 de setembro de 1970 | 22 de setembro de1976  | Movimento Marada                             |
|                                                                                           | Elias Sarkis إلياس سركيس (1924–1985)                                   | 23 de setembro de 1976 | 22 de setembro de 1982 | Chehabista                                   |
|                                                                                           | Bachir Gemayel بشير الجميل (1947–1982)                                 | —                      | —                      | Falanges Libanesas                           |
|                                                                                           | Amine Gemayel أمين الجميل (b. 1942)                                    | 23 de setembro de 1982 | 22 de setembro de 1988 | Falanges Libanesas                           |
|                                                                                           | Selim Hoss سليم الحص (b. 1929) (1ª Mandato, Presidente Interino)       | 24 de setembro de 1988 | 5 de novembro de 1989  | político sem partido                         |
|                                                                                           | René Moawad رينيه معوض (1925–1989)                                     | 5 de novembro de 1989  | 22 de novembro de 1989 | Movimento de Independência                   |
|                                                                                           | Selim Hoss سليم الحص (b. 1929) (2ª Mandato, Presidente Interino)       | 22 de novembro de 1989 | 24 de novembro de 1989 | político sem partido                         |
|                                                                                           | Michel Aoun ميشال عون (b. 1935) (Presidente Interino)                  | 23 de setembro de 1988 | 13 de outubro de 1990  | Militar                                      |
|                                                                                           | Elias Hrawi إلياس الهراوي (1926–2006)                                  | 24 de novembro de 1989 | 24 de novembro de 1998 | político sem partido                         |
|                                                                                           | Émile Lahoud إميل لحود (b. 1936)                                       | 24 de novembro de 1998 | 24 de novembro de 2007 | político sem partido / Militar               |
|                                                                                           | Fouad Siniora فؤاد السنيورة (b. 1943) (Presidente Interino)            | 24 de novembro de 2007 | 25 de maio de 2008     | Movimento do Futuro / Aliança de 14 de Março |
|                                                                                           | Michel Suleiman ميشال سليمان (b. 1948)                                 | 25 de maio de 2008     | 25 de maio de 2014     | político sem partido / Militar               |
|                                                                                           | Tammam Salam تمام صائب سلام‎ (b. 1945) (interino)                       | 25 de maio de 2014     | 31 de outubro de 2016  | político sem partido                         |
|                                                                                           | Michel Aoun ميشال عون (b. 1933)                                        | 31 de outubro de 2016  | 30 de outubro de 2022  | Movimento Patriótico Livre                   |
|                                                                                           | Najib Mikati نجيب ميقاتي‎‎‎ (b. 1955) (interino)                          | 30 de outubro de 2022  | 9 de janeiro de 2025   | Movimento Azm                                |
|                                                                                           | Joseph Aoun جوزف عون (b. 1964)                                         | 9 de Janeiro de 2025   | Presente               | Sem partido                                  |